# Charles Douglas Fox
Pour les articles homonymes, voir Charles Fox (homonymie) et Fox.
Charles Douglas Fox, ou Sir Douglas Fox, est un ingénieur civil britannique, né à Smethwick, comté métropolitain des Midlands de l'Ouest, le 14 mai 1840, et mort à Kensington, Grand Londres, le 13 novembre 1921 .

## Biographie
Charles Douglas Fox est le fils aîné de Sir Charles Fox. Il avait deux frères, dont Francis Fox, et une sœur.
Il a été élève de la Cholmondeley School, puis, de 1851 à 1854, de la Highgate School, et de King's College School entre 1854 et 1855. Il a ensuite été étudiant de King's College de Londres jusqu'en 1857. Il devait suivre les cours de Trinity College de Cambridge, mais la faillite de l'entreprise de son père, Fox, Hendenson & Co. à la suite des pertes financières dues à un chantier au Danemark, l'a obligé à arrêter ses études.
Son père le prend alors comme stagiaire avec son frère Francis dans le bureau d'ingénieur conseil qu'il vient de créer en 1857.
Son premier travail a été celui d'ingénieur résident (Resident Engineer) sur la ligne de la compagnie London, Chatham and Dover Railway opérant dans le sud-est de l'Angleterre depuis la gare Victoria, à partir de 1859. Il a occupé le même poste pour des travaux faits pour la compagnie London, Brighton and South Coast Railway.
Sir Charles Fox associe ses deux fils en 1860 dans la société d'ingénieurs conseils Sir Charles Fox and Sons. La société d'ingénierie a été impliquée dans de nombreux projets en Grande-Gretagne, aux États-Unis, au Canada, en Afrique du Sud, aux Indes, en Australie, et en Amérique du Sud.
Charles Douglas Fox a servi comme officier dans  la Volunteer Force London Rifle de la Volunteer Brigade où il est nommé enseigne en juin 1861 puis lieutenant en novembre 1863 dans cette unité renommée London Rifle Volunteer Corps.
Douglas Fox a été un membre de l'Église d'Angleterre et un membre actif de la Church Mission Society.
En 1863 il s'est marié avec Mary Wright don il a eu un fils, Francis Douglas Fox, et quatre filles.
De 1863 à 1866 Douglas Fox et son père ont travaillé sur la conception des viaducs ferroviaires de Battersea nécessaires pour séparer les lignes venant de la gare de Waterloo de celles venant de la gare Victoria. Ce processus a nécessité d'élargir le pont Victoria, actuel Grosvenor Bridge, pour passer le nombre de voies de 2 à 7.
Il est membre de l'Institution of Mechanical Engineers (en) depuis 1866, et de l'Institution of Civil Engineers en 1873.

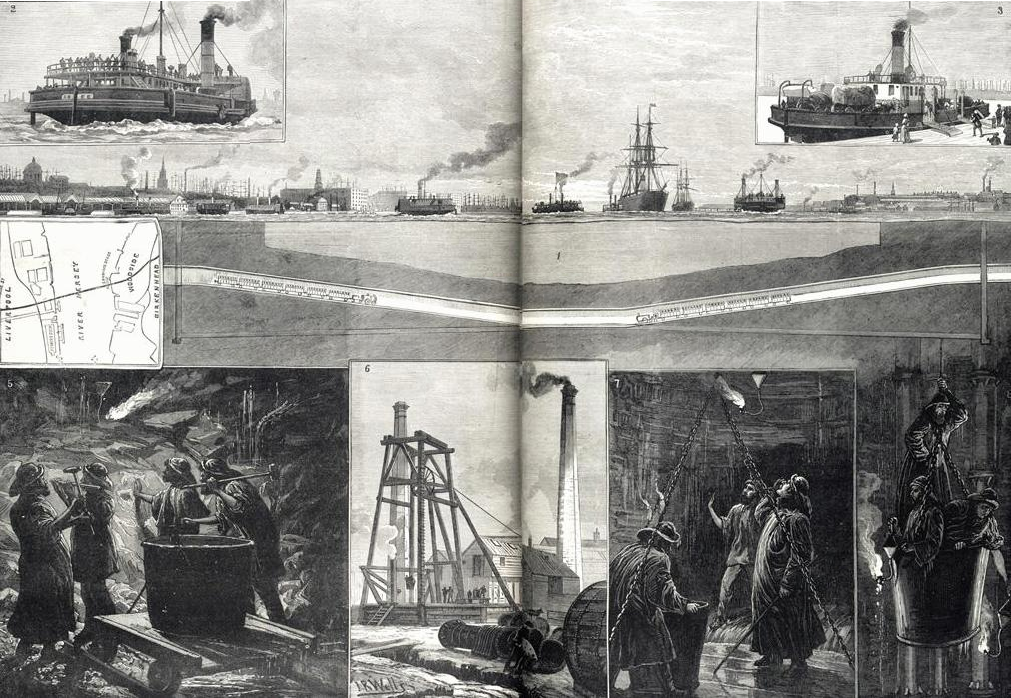
La construction du tunnel de Mersey

Sir Charles Fox fait la conception du tunnel ferroviaire de Mersey pour la Mersey Tunnel Co.. Cette société a été créée en 1866 pour réaliser un tunnel ferroviaire sous le fleuve Mersey, entre Birkenhead sur la rive gauche et Liverpool sur la rive droite, permettant de relier Liverpool aux lignes de la compagnie Birkenhead Railway. Sir Charles Fox meurt en 1874 et la compagnie n'a pas réussi à réunir les fonds nécessaires à la construction du tunnel. Ce n'est qu'en 1881 que Samuel Isaac (1812-1886) rachète les droits des promoteurs du tunnel ferroviaire de Mersey et entreprend sa construction qu'il confie à l'entreprise de John Waddell (en) (1828–1888) avec Charles Douglas Fox et James Brunlees (en) (1816–1892) comme ingénieurs. Le tunnel est mis en service le 20 janvier 1886. Douglas Fox est fait chevalier par la reine Victoria, le 8 mars 1886, au château de Windsor, après l'inauguration du tunnel par le prince de Galles, le futur Édouard VII.
Après la mort de Sir Charles Fox, Douglas Fox devient l'associé principal et la société pren le nom de Douglas Fox and Partners.

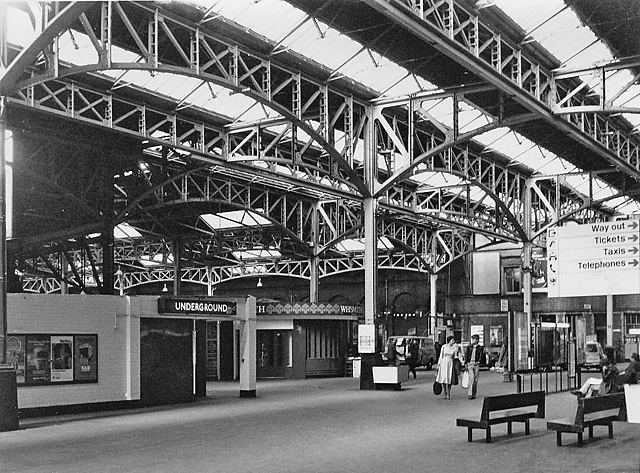
Gare de Marylebone

Douglas Fox a été chargé de la réalisation du Snowdon Mountain Railway, de l'extension du réseau du Great Central Railway (en) de Rugby à Londres y compris la gare de Marylebone.
La société Douglas Fox and Partners a travaillé sur le premières lignes du Métro de Londres dont la ligne de la City, la Northern Line, en particulier le Hampstead Tube reliant Charing Cross avec Golders Green et Highgate, et le projet non abouti de North West London Railway.

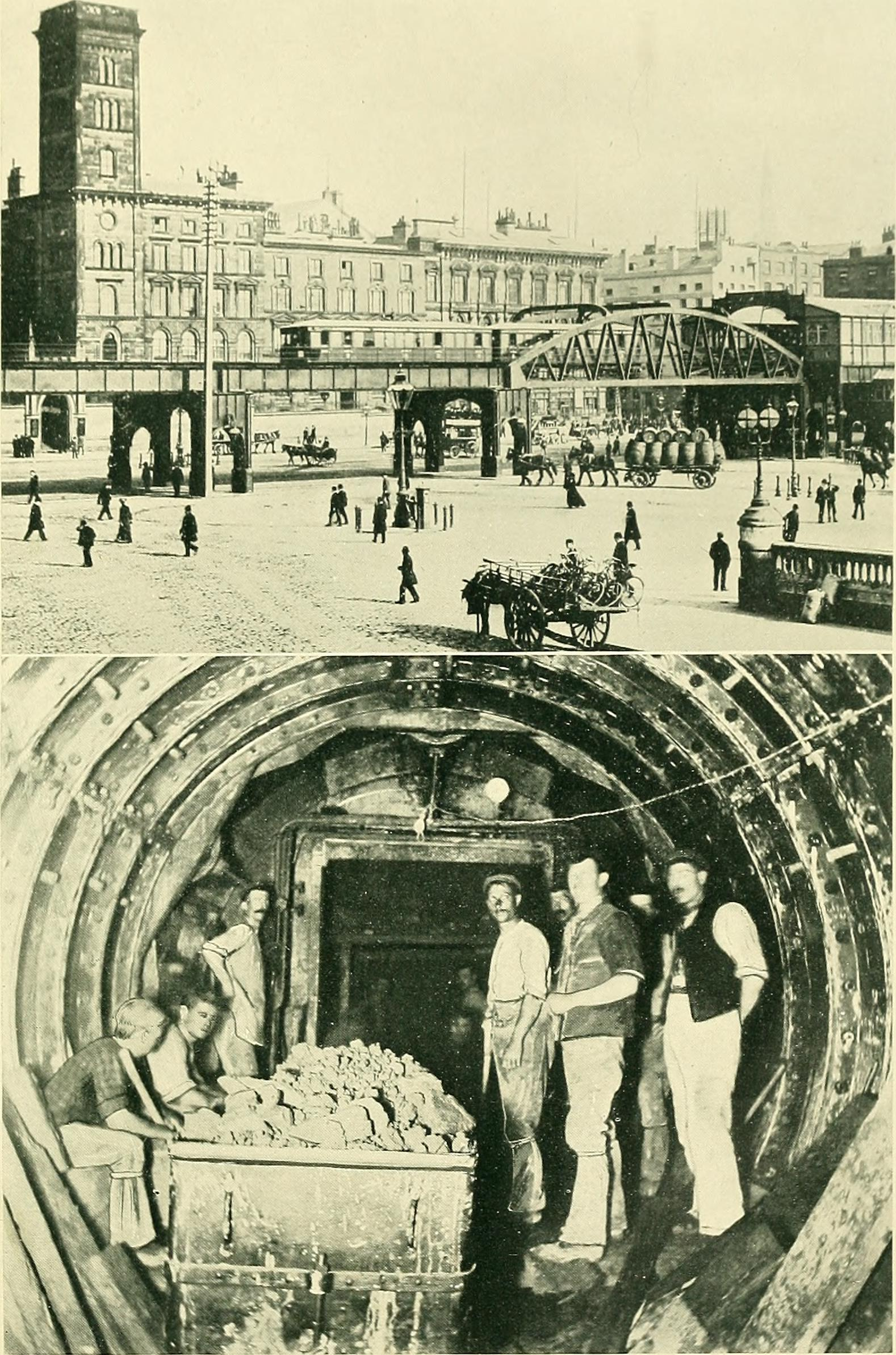
Liverpool Overhead Railway

Avec James Henry Greathead, il a travaillé au projet de réalisation du Liverpool Overhead Railway, premier chemin de fer aérien électrifié, situé le long des docks du port de Liverpool. La ligne a été mise en service en 1893. Elle a regroupé un certain nombre de premières mondiales. La ligne a été fermée en 1956 et sa démolition a été entreprise en 1957.

Pont des chutes Victoria sur le Zambèze

Sir Douglas Fox a réalisé certaines lignes de chemin de fer dans la colonie du Cap, la totalité du système ferroviaire de la Rhodésie, la ligne de chemin de fer de Benguela, en Angola, ainsi que les lignes de chemin de fer en Amérique du Sud. La société Douglas Fox and Partners a été chargé de l'étude de voies ferrées en Argentine, au sud de l'Inde, à Sao Polo.
Ralph Freeman a été embauché par la société d'ingénieurs conseils Douglas Fox & Partners en 1901 où il s'est spécialisé dans la conception de ponts métalliques. Il a fait l'étude du pont des chutes Victoria en 1905.
Il a été président de l'Institution of Civil Engineers de novembre 1899 à novembre 1900.
En 1938, la société Douglas Fox and Partners est devenu la société Freeman Fox and Partners.